# Charles Koch
Charles de Ganahl Koch (Wichita, Kansas, Estados Unidos, 1 de noviembre de 1935) es un empresario multimillonario y copropietario estadounidense, junto con la familia de su difunto hermano David Koch (1940-2019), de la empresa Koch Industries, un conglomerado de empresas estadounidenses con numerosas filiales dedicadas a la fabricación, comercio e inversiones, que se estima que dan como ingresos anuales unos 100.000 millones de dólares. Él y su hermano David compraron la parte de sus otros dos hermanos. Es según Forbes la segunda empresa privada más grande del país después de Cargill.
Según la revista Forbes (2023) es la 21 persona más rica del mundo con una riqueza de $60.000 millones de dólares.
Su abuelo, Harry Koch fue un inmigrante holandés que se asentó en Quanah, una pequeña ciudad en el oeste de Texas, donde publicaría el periódico local Quanah Tribune Chief. Su padre creó un nuevo método para refinar y obtener gasolina, llegando a construir 15 refinerías para Stalin, y fundando después la Rock Island Oil & Refining.
Fue miembro de la fraternidad Beta Tetha Pi. Después de los estudios, comenzó a trabajar en Arthur D. Little. Después, en 1961 regresó a su ciudad para trabajar en la empresa de su padre, en la Rock Island Oil & Refining Company. En 1967 se convirtió en el presidente del negocio, y ese mismo año tras la muerte de su padre decidió cambiar el nombre de la empresa y llamarla Koch Industries en honor a él, y junto con su hermano David ha conseguido extender su particular imperio del petróleo por Texas, Alaska y Minnesota, además de ampliar el negocio con la industria química, papeleras, minerales, polímeros, fertilizantes y servicios financieros.

## Controversias
- Según la revista New Yorker los hermanos han ofrecido al menos 196 millones de dólares a causas conservadoras y profundamente reaccionarias, y se les acusa de intentar influir en la política norteamericana. Estas acusaciones se han visto probadas e incluso agravadas tras la investigación llevada a cabo por Jane Mayer publicada bajo el título Dark Money. The Hidden History of the Billionaires Behind the Rise of the Radical Right (Doubleday, 2016).
- También se les ha acusado de liberar una especie de lucha contra el presidente Barack Obama, apoyando revueltas como la Tea Party a través de la fundación creada por David Koch 'Americans for prosperity'. Además, con otra de sus ramificaciones, la 'United Patients Now', se manifestaron contra la reforma sanitaria y boicotear la 'Ley de clima', llegando a financiar el escepticismo contra el cambio climático.
- También, llegaron a donar un millón de dólares contra la nueva ley del clima de California.
- Su hermano David llegó a presentarse como candidato a vicepresidente por el Partido Libertario para competir con Ronald Reagan al que veían como un enemigo. Entre sus propuestas estaban la supresión del FBI y de la CIA, la eliminación de la Seguridad Social y del Salario Mínimo, la desregulación total y una drástica reducción de impuestos. Después, pasaría a convertirse en republicano tras ver como Ronald Reagan se apropiaba de sus ideas.
- Su empresa en 2010 fue según 'Political Economic Research Institute' la décima compañía más contaminante de Estados Unidos.

## Vida personal
- Está casado con Liz y tiene dos hijos.
- Tanto él como sus tres hermanos han sufrido de cáncer de próstata.